# ایوان شویدوف
ایوان شِویدوف (روسی: Иван Шведов؛ ۲۱ سپتامبر ۱۹۶۹) بازیگر اهل روسیه بود. وی از سال ۱۹۹۲ میلادی تاکنون مشغول فعالیت بوده است. وی مربی زبان روسی مت دیمون در فیلم هویت بورن بود و از اواخر دههٔ ۱۹۹۰ میلادی ساکن شهر پراگ است.
از فیلم‌ها یا برنامه‌های تلویزیونی که وی در آن نقش داشته است، می‌توان به برتری بورن، دشمن پشت دروازه‌ها، مأموریت: غیرممکن – پروتکل شبح، لحظات دلپذیر، کودک ۴۴، پل جاسوس‌ها، بابیلون برلین و عواقب اشاره کرد.